# Klenshyttan
Klenshyttan är en småort och bergsmansby i Ludvika socken i Ludvika kommun, belägen 11 km sydväst om Ludvika, vid riksväg 50 mellan Grängesberg och Ludvika. I Klenshyttan framställdes tackjärn under 315 år av oavbruten drift, från 1605 till 1920. Anläggningen ägs idag av Ludvika kommun. Hyttan ingår i Ekomuseum Bergslagen.

## Historia

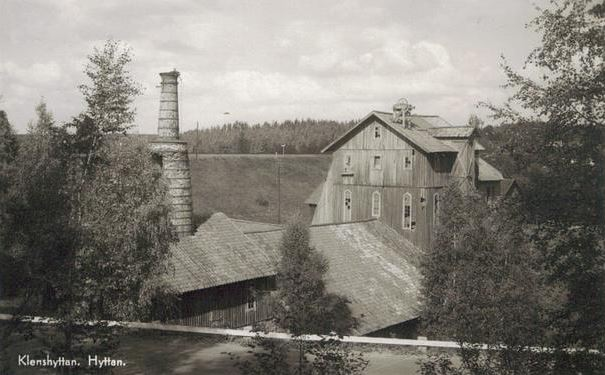
Klenshyttan, äldre vykort.

Den första hyttan anlades troligen 1605 av bergsmännen Jan Olson Klack och Olof Olson Klack. I den äldsta skriftliga handlingen som härrör från 1620 kallas platsen för ”Klämshyttan”.  Då byggdes en stångjärnshammare som dock nerlades redan 1650. Hyttan var delad i 24 andelar fördelade mellan bergsmännen och var bergsmansägd fram till nedblåsningen 1920. Klenshyttan lades ned på grund av en olycka 1920. Det var totalt 6 män som dog i olyckan.[källa behövs]
År 1842 förvärvade Hagge bruk andelar i hyttan och var från 1863 majoritetsägare. I köpet ingick även gruvor och skog. De nya ägarna gjorde stora investeringar och flera moderniseringar genomfördes under 1800-talets andra hälft. 
År 1882 byggdes en ny masugn, det är den som fortfarande finns kvar. Den fick en fristående ugnspipa som var uppställd på järnbockar i stället för på murar. Anläggningen konstruerades av ingenjörsfirman Qvist & Gjers i Arboga. Man investerade även i bland annat ny vattenturbin, ångpanna med ångmaskin och en cylinderblåsmaskin.

### Järnvägen
Ombyggnaden möjliggjordes genom att Bergslagernas Järnvägar (BJ) år 1877 öppnade järnvägssträckan förbi Klenshyttan, som även fick en egen station. Från järnvägen gick ett stickspår rakt genom kolhuset. Därigenom förbättrades transporterna av råvarorna (malm och träkol) till hyttan och de färdiga produkterna (huvudsakligen tackjärn) från hyttan.

## Samhället
Kvar finns idag den väl bevarade masugnsbyggnaden och rostugnen samt herrgården. Av rådstugan återstår bara ytterväggarna i slaggsten. På området står även en liten kalkugn som uppfördes av slagg, gråsten och tegel. För övrigt finns kolhusruin, dammvall, malmtorg, slaggvarpar och fyra malmbås samt en smideshärd.

## Bilder, exteriör

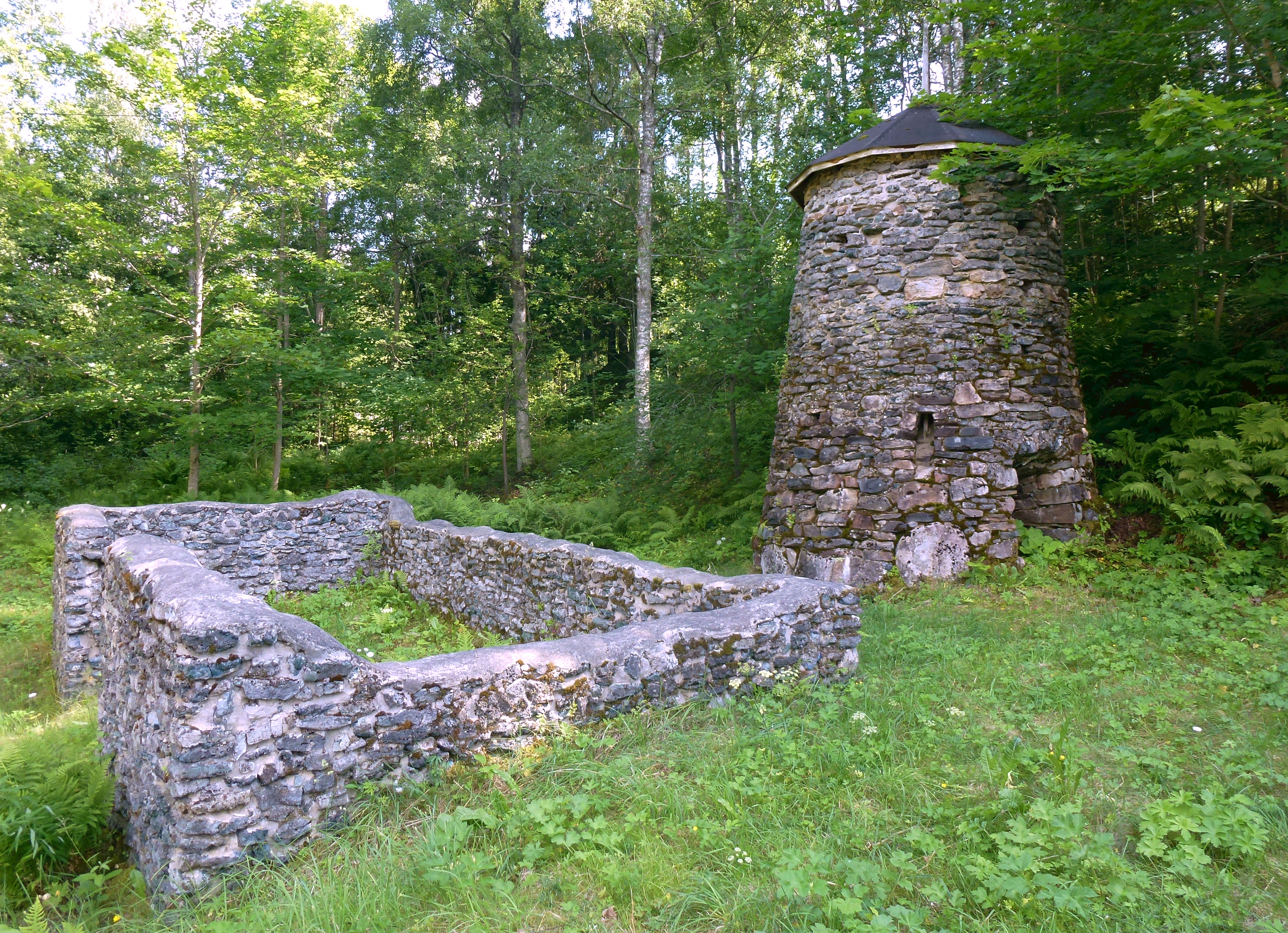
Kalkugn
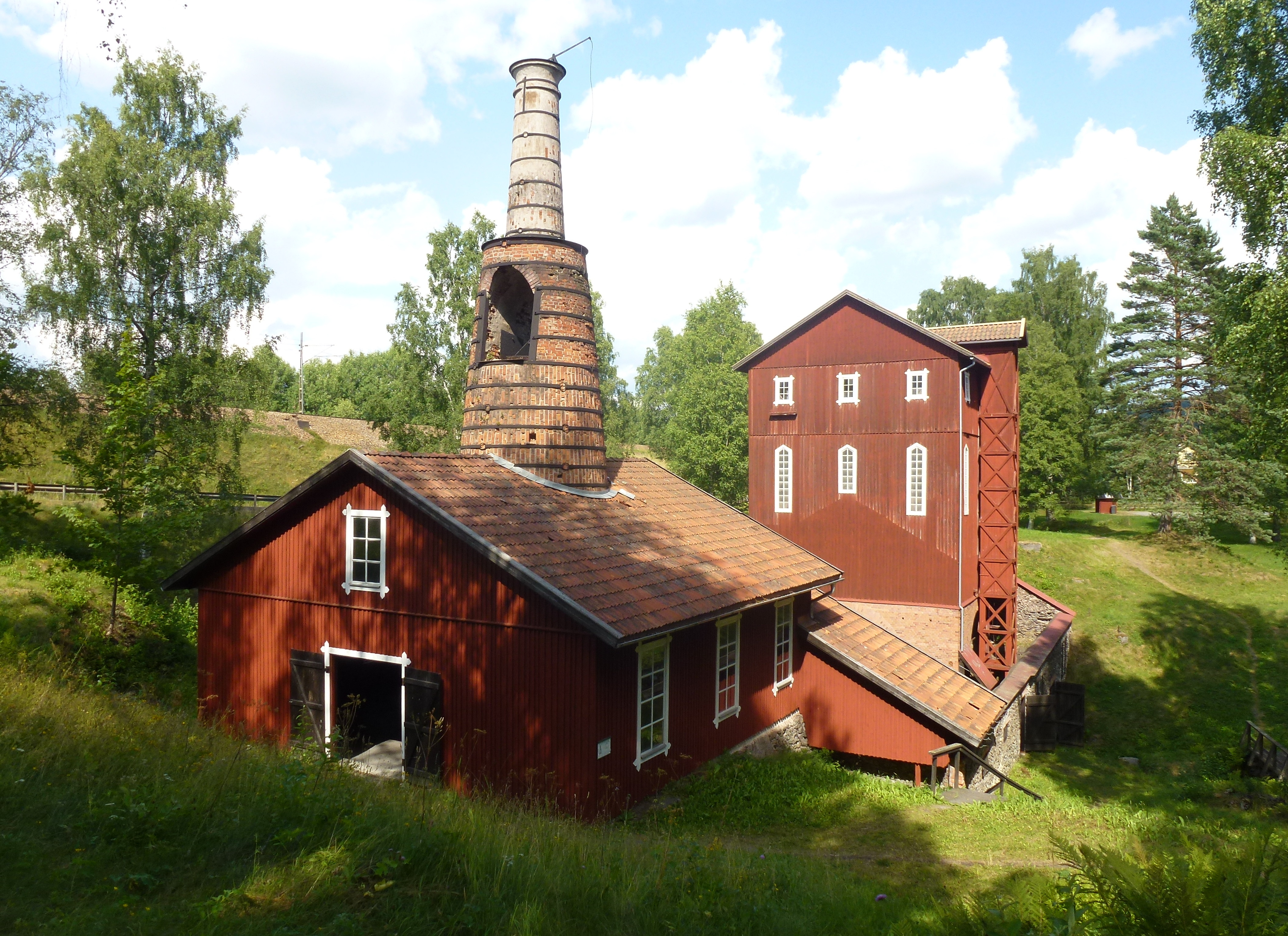
Rostugnen till vänster och masugnen till höger
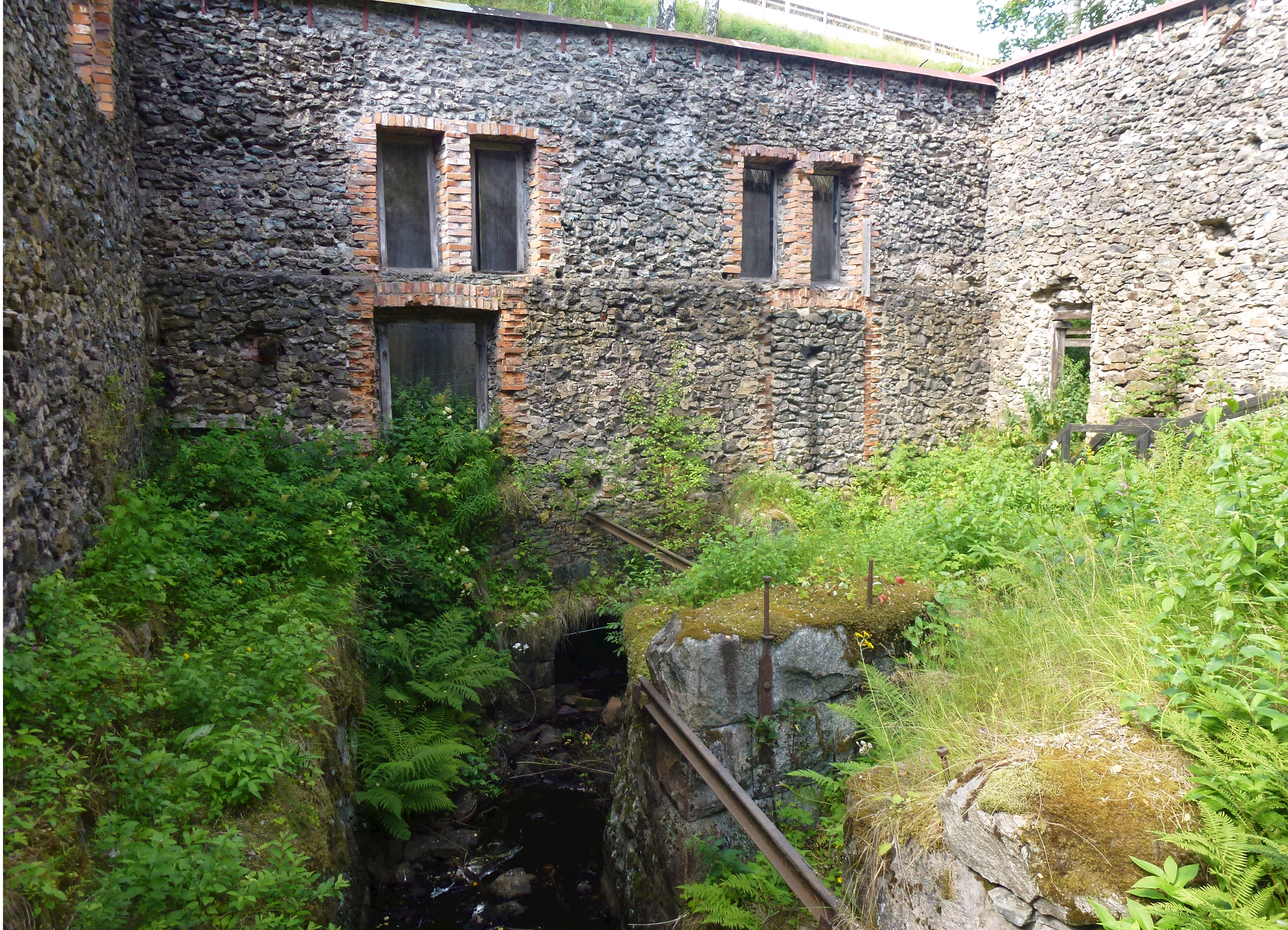
Ruin efter rådstugan
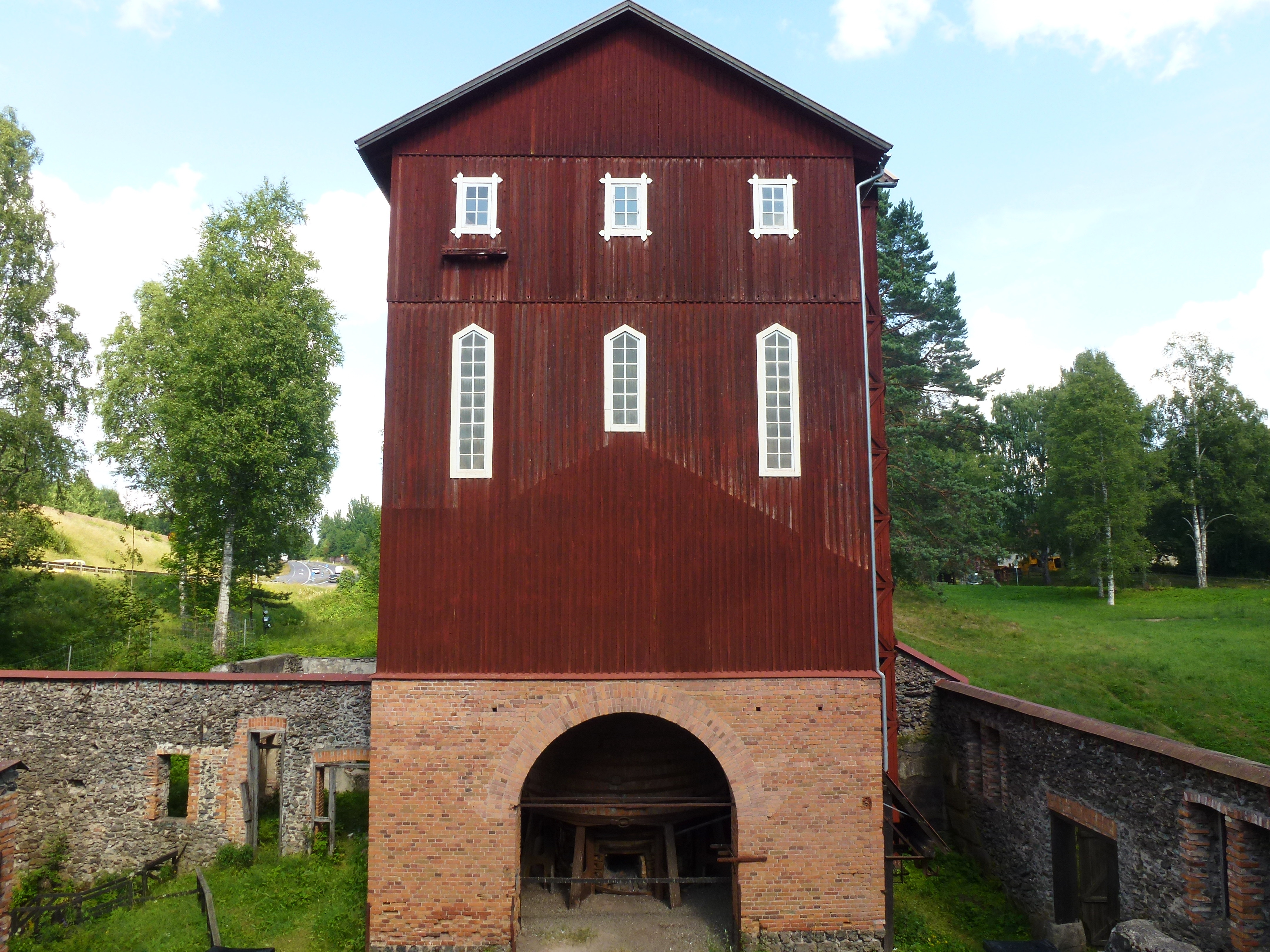
Masugnsbyggnad

## Bilder, interiör

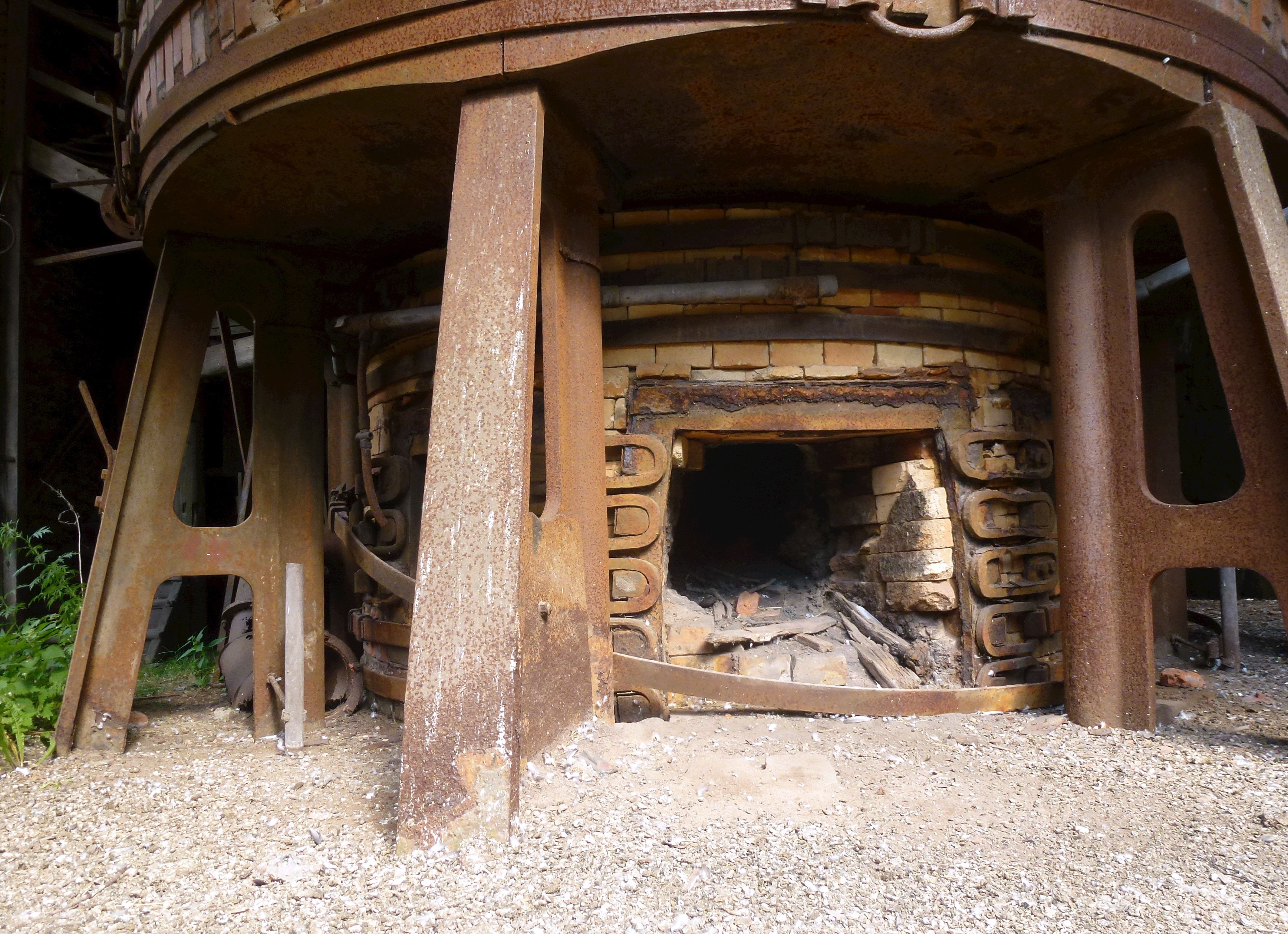
Uttappningshålet (utslagsbröstet)
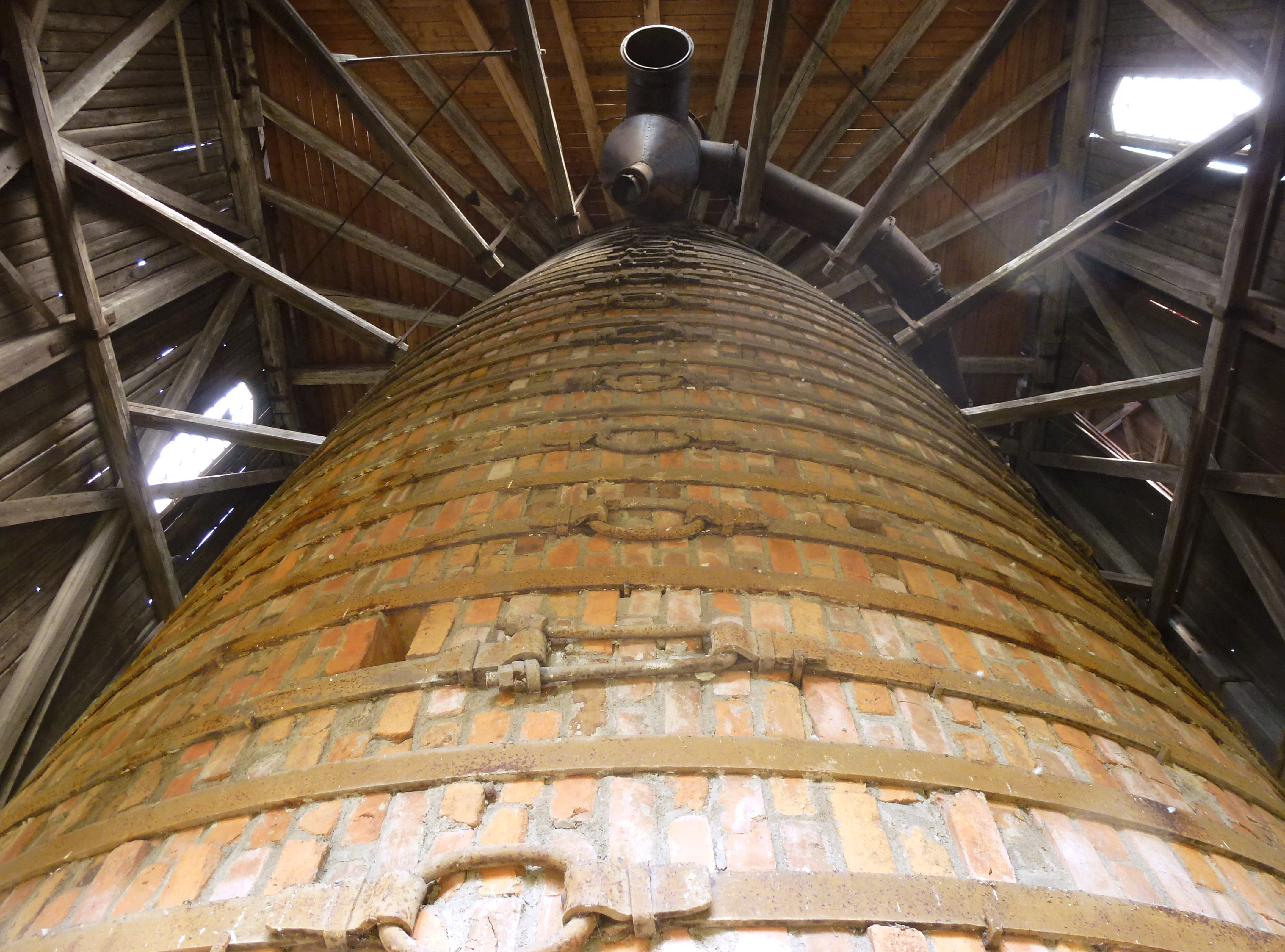
Masugnen, vy uppåt
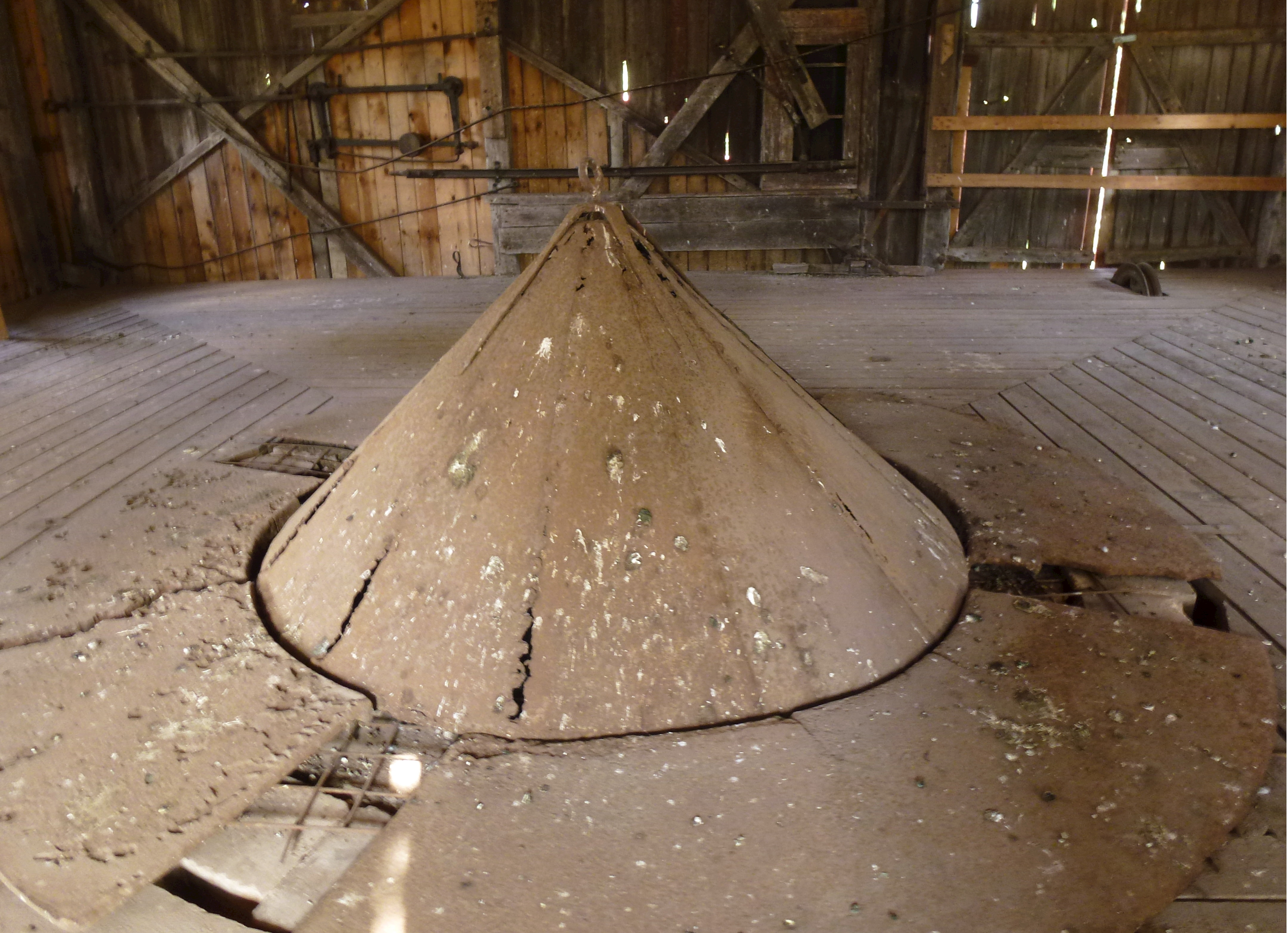
Masugnskransen med uppsättningsmålet
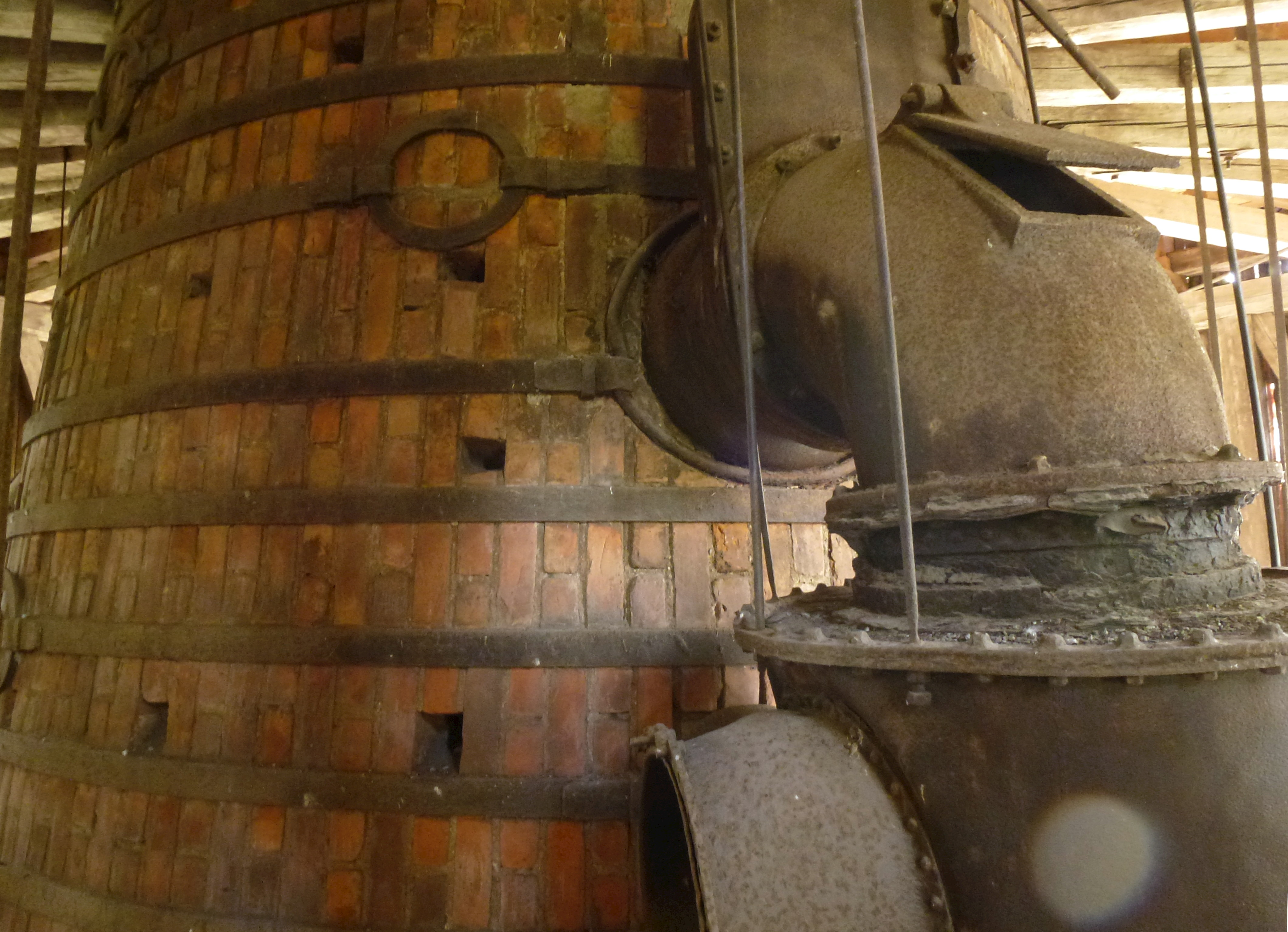
Uttag för masugnsgas